# Церемонія закриття літніх Олімпійських ігор 2016

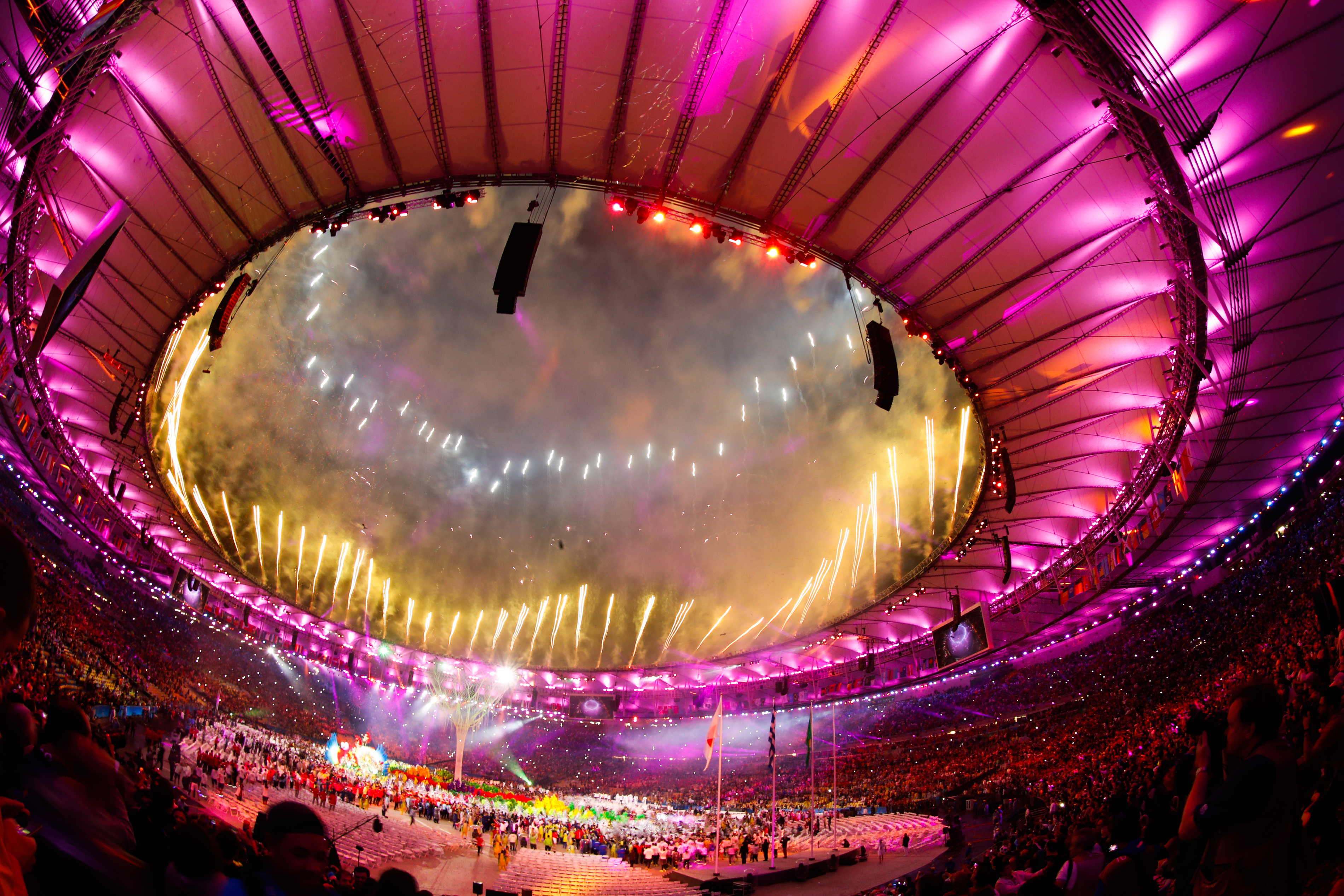
Церемонія закриття на стадіоні "Маракана"

Церемонія закриття XXXI літніх Олімпійських ігор відбулася 21 серпня 2016 року на стадіоні «Маракана» в Ріо-де-Жанейро.

## Церемонія
Дійство пройшло на тому ж стадіоні «Маракана»», де Ігри і відкривалися.

### Парад атлетів
Спочатку відбувся парад атлетів: всі спортсмени, які залишилися в Ріо до закінчення Олімпіади, пройшли по стадіону по коридору, складеного з національних прапорів. Прапороносцем України на церемонії закриття Олімпіади було обрано срібну і бронзову призерку турніру шаблістку Ольгу Харлан.
Організатори зробили церемонію закриття схожу традиційному бразильському карнавалу: вона пройшла під запальні латиноамериканські мелодії, перекладені на сучасні ритми. Атмосферу свята не зіпсував навіть дощ, який почався в самий розпал церемонії. Після параду атлетів була показана барвиста програма, складена з мотивів національної культури Бразилії, і лазерне шоу.
За традицією, глава МОК Томас Бах вручив медалі марафонців, які зайняли призові місця. Також публічно були представлені нові члени Міжнародного Олімпійського комітету.

### Презентація Токіо-2020

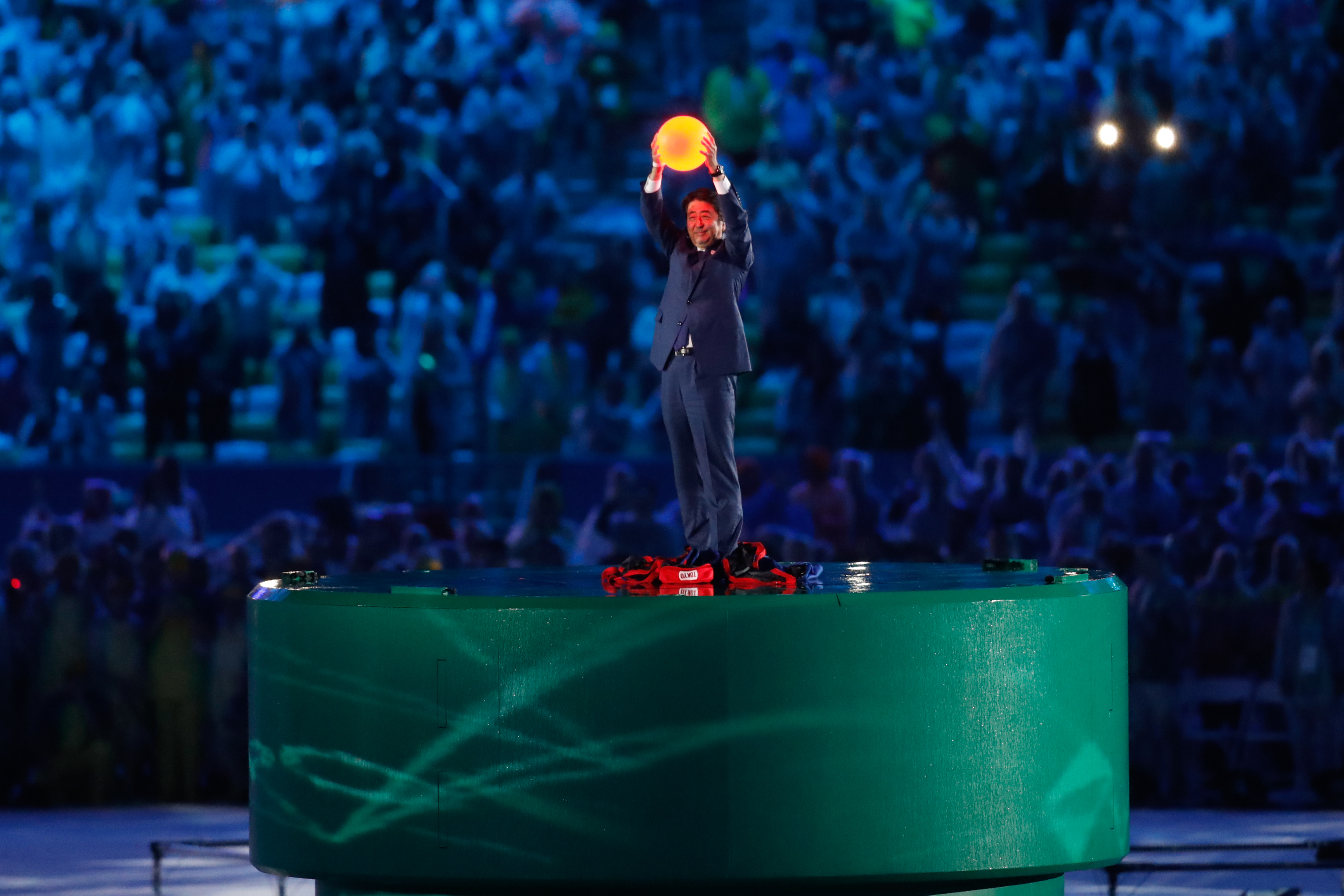
Фрагмент з презентації наступних літніх Олімпійських ігор у Токіо

Наступна літня Олімпіада пройде в Токіо, тому на закритті попередньої відбулася презентація міста як столиці Ігор-2020 у вигляді японського шоу з голограмами. Відбулася передача олімпійської естафети. Мер Ріо-де-Жанейро передав олімпійський прапор губернатору Токіо Юріко Коїке.
Після цього президент Міжнародного Олімпійського комітету оголосив Ігри в Ріо закритими, які ознаменувались згасанням вогню і святковим салютом.